# César Birotteau
Grandeza y decadencia de César Birotteau o César Birotteau (título original: Histoire de la grandeur et de la décadence de César Birotteau) es una novela de Honoré de Balzac. Pertenece a las Escenas de la vida parisina, de La comedia humana, fue publicada en 1837.

## Argumento
La novela tiene dos partes: en la primera, Birotteau asciende en riqueza y en la escala social. Tiene éxito en su negocio de perfumería y es nombrado vicealcalde. Pero hace inversiones inmobiliares con gente poco confiable mientras gasta demasiado dinero dando todos los gustos a su mujer y a su hija, lo que incluye un costoso baile en el que invita a todos sus socios. 
En la segunda parte comienza su caída. El notario Roguin, su asociado, se escapa con el dinero de todos sus clientes, entre los que está Birotteau. Frente al cúmulo de deudas que no puede pagar, se declara en quiebra. 
Birotteau es un hombre de honor y está decidido a pagar todo lo que debe. Toma un trabajo de bajo nivel y otro tanto hacen su mujer y su hija Cesarine. Mes a mes, le paga a sus acreedores. El casamiento de su hija con Popinot, un ex asistente de Birotteau, permite que termine de pagar hasta el último franco. Su yerno se ha hecho cargo de la parte que faltaba. 
El día que Birotteau termina de cumplir pagando hasta el último franco, no soportando la tensión y la angustia que padeció durante todo ese tiempo, muere.